# Ліван на пісенному конкурсі Євробачення
| Ліван                 | Ліван      |
| --------------------- | ---------- |
| Ефір                  | Télé Liban |
| Уперше на Євробаченні | Х          |
| Участь                | Х          |
| Перемоги              | Х          |

Ліван ніколи не брав участь у Пісенному конкурсі Євробачення. Дебют Лівану мав відбутися на ювілейному 50-му Пісенному конкурсі Євробачення, що проходив у Києві, Україна. Країну мала представляти Альйн Льхуд (ألين لحود) із піснею «Quand tout s'enfuit». Проте Лівану довелося відмовитися від запланованого дебюту після відмови транслювати ізраїльський продукт. Ліванський телеканал «Télé Liban» заявив Європейській мовній спілці, що законодавство Лівану робить майже неможливим розповсюджувати ізраїльський контент, тим самим поставивши себе в суперечність з правилами конкурсу.

## Учасники
| Рік  | Місце проведення              | Виконавець | Пісня                       | Фінал           | Бали            | Півфінал        | Бали            |
| ---- | ----------------------------- | ---------- | --------------------------- | --------------- | --------------- | --------------- | --------------- |
| 2005 | Україна, Київ, «Палац спорту» | Алін Лахуд | «Quand tout s'enfuit» (фр.) | Дискваліфікація | Дискваліфікація | Дискваліфікація | Дискваліфікація |